# Кукушкино (Владимирская область)
Кукушкино — деревня в Петушинском районе Владимирской области России, входит в состав Пекшинского сельского поселения.

## География
Деревня расположена в 4 км на юго-запад от центра поселения деревни Пекша, в 14 км на восток от райцентра города Петушки, в 3 км на восток от города Костерёво.

## История
До 1570 вотчина дворянина Федора Семеновича Есипова:
"В мае 1570 г. Федор Семенович Есипов занял у Ивана Иванова сына Плещеева 200 руб. на год и заложил вотчину, которая была ему пожалована царем вместо костромских вотчин в Инобожской волости Владимирского уезда деревни Рубцово, Бармино на р. Липне, Зиновьево, Савостьяново и пустошь Брызгалово, деревня Кокушкино, полдеревни Федосов, деревня Софоново".
В 1572 году смердом Иваном Плещеевым приложена была в Троицкий монастырь деревня Кокушкино с сельцом Абакумовым. По писцовым книгам 1628 года в Кокушкине значилось 13 дворов крестьянских, 1 бобыльский и 1 пустой.
В 1764 году в результате Секуляризационной реформы Екатерины II, крестьяне деревни Кукушкино стали экономическими.
В XIX — начале XX века входила в состав Липенской волость Покровского уезда Владимирской губернии, с 1921 года — в составе Орехово-Зуевского уезда Московской губернии. В 1859 году в деревне числилось 33 двора, в 1905 году — 55 дворов, в 1926 году — 57 дворов.
С 1929 года деревня входила в состав Костерёвского сельсовета Петушинского района Московской области, с 1938 года — в составе Липенского сельсовета, с 1944 года — в составе Владимирской области, с 2005 года — в составе Пекшинского сельского поселения.

## Население
| 1859 | 1905 | 1926 | 2002 | 2010 | 2021 |
| ---- | ---- | ---- | ---- | ---- | ---- |
| 209  | ↗288 | ↘259 | ↘48  | ↘26  | ↗34  |